# Dalophia ellenbergeri
Dalophia ellenbergeri — вид плазунів з родини амфісбенових (Amphisbaenidae). Мешкає в Анголі і Замбії.

## Поширення і екологія
Dalophia ellenbergeri мешкають на сході Анголи, в провінціях Мошико і Квандо-Кубанго, а також на заході Замбії, на схід до річки Замбезі. Вони живуть у вологих саванах. Ведуть риючий спосіб життя.